# Клаудіо Вакка
Клаудіо Вакка (ісп. Claudio Vacca, 24 жовтня 1915 — 28 січня 1985) — аргентинський футболіст, що грав на позиції воротаря, зокрема за «Бока Хуніорс», а також національну збірну Аргентини, у складі якої — переможець чемпіонату Південної Америки 1946 року. По завершенні ігрової кар'єри — тренер.

## Клубна кар'єра
У дорослому футболі дебютував 1935 року виступами за команду «Уракан», в якій протягом трьох сезонів молодий гравець залишався резервним голкіпером.
1938 року основного воротаря «Уракана» Хуана Естраду запросив до свої лави клуб «Бока Хуніорс», до якого тоді ж перейшов й Вакка, залишившись дублером Естради та в новій команді.
Уперше став основним голкіпером в «Атланті», кольори якої захищав протягом 1941 року, після чого повернувся до  «Бока Хуніорс». Після повернення витіснив Хуана Естраду з основного складу і був основним воротарем «Боки» протягом наступних п'яти сезонів, зокрема у переможних для команди сезонах аргентинської першості 1943 і 1944 років.
Захищав кольори «Бока Хуніорс» до 1950 року, після чого перебрався до Уругваю, де провів ще два сезони, граючи за «Дефенсор Спортінг», після чого завершив кар'єру футболіста.

## Виступи за збірну
1945 року дебютував в офіційних матчах у складі національної збірної Аргентини. Протягом кар'єри у національній команді, яка тривала 2 роки, провів у її формі 7 матчів.
У складі збірної був учасником домашнього для аргентинців чемпіонату Південної Америки 1946 року, на якому вони здобули свій восьмий титул найсильнішої збірної континенту.

## Кар'єра тренера
Завершивши ігрову кар'єру, повернувся до клубу «Бока Хуніорс», де працював на адміністративних посадах. Протягом частини 1959 року був головним тренером його команди.
Помер 28 січня 1985 року на 70-му році життя.

## Титули і досягнення
- Переможець чемпіонату Південної Америки (1):

Аргентина: 1946
- Чемпіон Аргентини (2):

«Бока Хуніорс»: 1943, 1944